# Испытание торпеды Т-5 в 1955 году
Испытание торпеды Т-5 (Ядерное испытание № 22) — первое советское подводное ядерное испытание, проведённое в бухте Чёрной губы на полигоне Новая Земля 21 сентября 1955 года, с целью испытания нового образца ядерного заряда (РДС-9) для торпеды Т-5 калибра 533 миллиметра, и изучения поражающих факторов подводного ядерного взрыва на вооружение, военную технику и береговые сооружения.
Заряд был подорван на глубине 12 метров, энерговыделение составило 3,5 килотонны.

## История
Летом 1946 года США провели испытания ядерного оружия на атолле Бикини (операция «Перекрёсток»), всего было произведено 2 взрыва: надводный и подводный. Целью этой операции было изучение поражающих факторов ядерного оружия на различные суда, военную технику и подводные лодки. Присутствовать на испытаниях были приглашены несколько человек из СССР: журналисты, учёный М. Мещеряков и полковник НКВД С. Александров. Никаких данных по поражающим факторам ядерного взрыва Советскому Союзу передано не было. Операция «Перекрёсток» имела двоякую цель: с одной стороны — изучение нового оружия, с другой — намёк СССР о том, кто является господствующей державой в мире.
После овладения СССР собственным ядерным оружием в 1949 году встал вопрос о создании собственного щита противоатомной защиты кораблей. Необходимостью стало проведение ядерного испытания в морских условиях. Послевоенная программа кораблестроения СССР, принятая в 1945 году, ещё не учитывала методы противоатомной защиты. Вопрос о проведении испытания стал ещё острее. Имеющийся тогда Семипалатинский полигон (Учебный Полигон № 2 Министерства обороны СССР) для такой цели не годился. Нужен был другой полигон, выбор пал на Новую Землю из-за её удалённости от населённых пунктов и малозаселённости. Район взрыва выбрали в бухте губы Чёрной из-за её слабого водообмена с Баренцевым морем, что препятствовало выходу большого количества радиоактивности в море. 31 июля 1954 года вышло постановление Совета Министров СССР о создании полигона на Новой Земле. Он получил наименование «Спецстрой-700», позже был переименован в «Объект-700».

## Разработка
Торпеды всех типов разрабатывались в НИИ 400 Минсудпрома. Для поставленной задачи создавалась новая парогазовая торпеда с атомным зарядным отделением, получившая во время разработки шифр Т-5. Главным конструктором торпеды был Г. И. Портнов.
Заряд для торпед разрабатывался по имплозивной схеме в Арзамасе 16 под руководством Ю. Б. Харитона. Первое его испытание состоялось 19 октября 1954 года на Семипалатинском полигоне, но было неудачным, взрыв ВВ не вызвал цепной реакции деления. В результате испытательная площадка была заражена радиоактивным плутонием, который пришлось собирать персоналу полигона.
Это был первый отказ в истории ядерных испытаний в СССР.
Спустя год, в августе 1955 года, несколько новых усовершенствованных зарядов для торпеды вновь прошли полигонные испытания. Лучший из них, по оценкам специалистов, выбрали для торпеды Т-5.
| Калибр                     | 533 мм        |
| Вес торпеды                | 2 200 кг      |
| Длина торпеды              | 792 см        |
| Тип энергетики             | Парогазовая   |
| Заряд                      | Атомный       |
| Подлодки — носители торпед | Всех проектов |

## Подготовка к испытанию

Схема размещения кораблей.

Испытание Т-5 предполагалось разово провести на Кольском полуострове (Мурманская обл.) в районе полуострова Нокуев, находящемся в 130 км восточнее от Мурманска. Но Главком ВМФ Н. Г. Кузнецов отверг эту идею разового испытания, сказав: «Одним испытанием не обойдется, а Кольскую землю нужно беречь. Ищите!» Против испытаний на Кольском полуострове был также министр среднего машиностроения В. А. Малышев.
Окончательное постановление Совета Министров СССР о проведении первого испытания на Новой Земле было принято 25 августа 1955 года. Целью испытания было: изучение воздействия поражающих факторов подводного ядерного взрыва на корабли и подводные лодки, на различное военное имущество, и береговые объекты, и изучение физики подводного взрыва.
Прогнозируемая мощность взрыва должна была составлять от 1,3 до 11 кт, такой разброс говорил о неустойчивой работе заряда РДС.
Полигон на Новой Земле был построен примерно за один год; на строительство полигона для первого подводного ядерного взрыва было потрачено 135 млн рублей. Командиром полигона был назначен капитан 1-го ранга В. Г. Стариков.
Специально для участия в испытаниях была сформирована 241-я бригада опытовых кораблей под командованием капитана 1-го ранга П. А. Бертяшкина. В состав бригады кроме кораблей-мишеней вошёл штабной корабль «Эмба».
Корабли-мишени находились на 6 радиусах, от 300 до 3000 м. Корабли размещались и бортом и носом к эпицентру взрыва, подводные лодки находились в подводном положении и на перископной глубине. Средняя глубина акватории составляла 35 м, самая глубокая часть — 70 м. На кораблях была установлена различная кино-, фото- и измерительная аппаратура. В испытаниях участвовали 100 собак, из которых 75 находились на кораблях-мишенях, 25 — на береговых объектах.
Торпеда была собрана в цехе специально построенного здания (ДАФ), находящегося на побережье залива Рогачёва, а потом эскортирована в трюме тральщика (Т-293 («Охотник») проекта 253л) с кораблями ВМФ к месту подрыва.
Торпеду опускали в воду с тральщика в вертикальном положении, на глубину 12 м (приблизительная глубина хода торпеды) с помощью специальных лебёдок, этой операцией руководил капитан-лейтенант Е. Л. Пешкур. До самого взрыва торпеда находилась в подвешенном состоянии под тральщиком.

## Испытание
Накануне испытаний, когда всё было готово и весь личный состав уже был снят с кораблей-мишеней, над районом испытаний резко ухудшилась погода. Появился плотный туман, по прогнозам — на длительный срок. Проведение испытания в туманную погоду означало лишиться ценных оптических наблюдений. Но 20 сентября, когда ничего не предвещало улучшений погоды, начальник метеослужбы полковник Н. П. Беляков дал прогноз, что 21 сентября будет окно в тумане.
Ранним утром 21 сентября казалось, что прогноз не сбудется, когда с аэродрома в Рогачёве пришёл доклад, что туман уходит. Была дана команда о начале проведения испытаний.
Заряд был подорван по радиосигналу автомата подрыва с корабля «Эмба» в 8 часов утра 21 сентября 1955 года. Энерговыделение составило 3,5 кт.
Кинооператор М. М. Рафиков, снимавший взрыв через люк самолёта, вспоминал:

Через радиста мне сообщали: «Вот сейчас будет включение, осталось, предположим, 20 секунд». Осталось 8 секунд, и я включаю камеры, естественно, ещё видя чистое море…
Самолёт шёл по кругу — 2 или 3 км от столба, но не более. Тряхнуть нас — тряхнуло, но не с такой силы, как это бы бывало в Семипалатинске. «Охотник» (Т-293), конечно, он падал этими своими маленькими кусочками и образовывал фонтанчики вокруг этого гриба. И они образовывали довольно-таки красивое зрелище.
— д/ф  цикла НТВ «Битва за Север»
Из воспоминаний вице-адмирала Е. А. Шитикова из книги «Ядерные испытания в Арктике», том 1:

Поделюсь своими впечатлениями о подводном атомном взрыве 21 сентября 1955 года. Я входил в оперативную группу при руководстве испытаниями и, кроме распорядительной деятельности, отвечал за съемки кинофильма, выпуск которого был определен постановлением правительства. Киносъемочная группа из четырёх человек находилась ближе всех к центру взрыва, примерно на расстоянии около 7 км.
Султан встал мгновенно и застыл, за исключением верхней части, где, не спеша, стала образовываться грибовидная шапка. Столб от внутреннего свечения был белый-пребелый. Такой белизны я никогда не видел. Казалось, что столб воды поставлен навечно, вышел джинн из бутылки и замер, не зная, что делать дальше. Потом султан начал медленно разрушаться сверху, опадать. В небе осталось облако, схожее с обычными облаками. Мы не почувствовали ударной волны, прошел какой-то ветерок. Зато очень хорошо был виден бег подводной ударной волны по поверхности воды. Как только облако взрыва отнесло от акватории испытаний, поспешили успеть на корабли-мишени до их затопления. При взрыве погиб ближайший к эпицентру эсминец. На остальных кораблях удалось сфотографировать все основные повреждения.

Находившийся на защищённом наблюдательном пункте командир подводной лодки С-19 И. Н. Паргамон вспоминает:

Я был поражён увиденным и тем, как может грохотать и гудеть земля под ногами, как неведомая сила ударной волны сметает всё на своём пути, а световое излучение сжигает объекты и корабли-цели, находящиеся в эпицентре взрыва. Грибовидное облако удаляось на East, в сторону Карского моря, распространяя на своём пути радиоактивные осадки, разрушение, гибель опытовых объектов и всего созданного природой. Вскоре оно исчезло из виду, и наступила мёртвая тишина.

## Результаты
Взрыв произошёл в районе, имевшем глубину 55—60 м. По кинематическим характеристикам мощность взрыва определена с точностью ±0,3 кт, по измерениям подводной ударной волны — с точностью ±0,7 кт. Итого, точный тротиловый эквивалент равен 3,5 килотонны.
| Название      | Расстояние от эпицентра, м | Повреждения |
| ------------- | -------------------------- | --- |
| С-81 (U-1057) | 500                        | Затоплен шестой отсек, разрушена аккумуляторная батарея, вмята обшивка лёгкого корпуса, подлодка полностью вышла из строя.                                                                                               |
| Б-9 (К-56)    | 800                        | Из-за нарушения плотности сальников за 30 часов внутрь поступило около 30 тонн воды и залило электродвигатели (повреждения устранены личным составом в течение трёх дней).                                               |
| С-84          | 800                        | Незначительные повреждения, не влияющие на боеспособность и устраняемые личным составом. |
| С-19          | 1200                       | Из-за того что выбило пробку на торпедном аппарате (в соответствии с программой испытаний передняя крышка была открыта), в первый отсек поступило около 15 тонн воды (повреждения устранены личным составом за два дня). |

Примечание: подводные лодки С-19 и Б-9 находились в подводном положении.
| Название        | Расстояние от эпицентра, м | Повреждения |
| --------------- | -------------------------- | --- |
| «Реут»          | 300                        | Затонул сразу от гидродинамического удара столба воды (султана). |
| «Гремящий»      | 1200                       | Ослаблены заклёпочные швы, и вода попала в междудонные топливные цистерны, вмятины в надстройке, сорваны с мест отдельные приборы и многие светильники (повреждения устранены личным составом, за исключением деформации надстроек). |
| «Куйбышев»      | 1200                       | Получил незначительные повреждения, не влияющие на боеспособность. |
| «Карл Либкнехт» | 1600                       | Имел постоянную течь корпуса, которая после взрыва усилилась, и корабль пришлось отбуксировать на мель, механизмы не пострадали. |

| Название | Расстояние от эпицентра, м | Повреждения |
| -------- | -------------------------- | --- |
| Т-219    | 800                        | Повреждено ограждение ходового мостика, вмятины на крышках люков, дымовой трубе, трещины в отдельных трубопроводах, нарушена центровка гидромуфты. |
| Т-218    | 1 600                      | Затоплен отсек гребных валов, небольшие повреждения в корабельных системах, повреждения устранены личным составом за несколько часов.              |

Во время взрыва затонул только один корабль, не считая тральщика — носителя атомного боеприпаса, который был полностью разрушен взрывом.
В результате испытаний была получена зависимость степени поражения надводных морских целей от расстояния до взрыва при тротиловом эквиваленте около 3,5 кт:
- радиус потопления составил 300—400 м;
- значительные повреждения лёгких надводных кораблей от ударной волны на удалении 500—600 м;
- повреждения лёгких надстроек кораблей от воздушной ударной волны — на удалении 700—800 м;
- незначительные повреждения — на удалении 1200—1300 м.

На подводных лодках значительные повреждения получили аккумуляторные батареи на расстоянии 400—500 м и незначительные повреждения — на удалении 700—800 м.
Результат испытаний показал, что корабли наиболее уязвимы, находясь на близком расстоянии друг от друга. При правильном противоатомном ордере (при максимальном расстоянии друг от друга) больше одного корабля торпедой не потопить.
После испытаний строительство кораблей продолжили по откорректированным проектам с учётом противоатомной защиты.
В отсеках кораблей затонуло 6 собак, лучевая болезнь I и II степени развилась лишь у 11 собак, доза у них превысила 80 рентген. У одной собаки доза приблизилась к 300 рентгенам, животное получило лучевую болезнь III степени. Остальные собаки не пострадали.